# Marksizem in religija
Nemški filozof iz 19. stoletja Karl Marx, ustanovitelj in glavni teoretik marksizma, je na religijo gledal kot na »dušo brezdušnih razmer« ali »opij ljudstva«. Po mnenju Karla Marxa je religija v tem svetu izkoriščanja izraz stiske in je hkrati tudi protest proti resnični stiski. Z drugimi besedami je dejal, da religija še naprej preživi zaradi zatiralskih družbenih razmer. Ko bo to zatiralsko in izkoriščevalsko stanje uničeno, bo religija postala nepotrebna. Obenem je Marx vero obravnaval kot obliko protesta delavskih razredov proti njihovim slabim ekonomskim razmeram in njihovi odtujenosti. Nekateri marksistični učenjaki so Marxove poglede označili kot privržene postteizmu, filozofskemu stališču, ki obravnava čaščenje božanstev kot sčasoma zastarelo, a začasno potrebno stopnjo v zgodovinskem duhovnem razvoju človeštva.       
V marksistično-leninistični interpretaciji so vse moderne religije in cerkve obravnavane kot »organi buržoazne reakcije«, ki se uporabljajo za »izkoriščanje in omamljanje delavskega razreda«. Številne marksistično-leninistične države v 20. stoletju, kot sta Sovjetska zveza pod vodstvom Vladimirja Lenina in Josifa Stalina ter Ljudska republika Kitajska pod vodstvom Maa Cetunga, so izvajale protiverske kampanje, ki so uvajale državni ateizem. Marksistično-leninistične države, ki so izvajale protiverske kampanje za zatiranje religije v najstrožjem načinu, pa so bile Albanija pod vodstvom Enverja Hoxhe, Kambodža pod vodstvom Pol Pota in Severna Koreja pod vodstvom Kima Il-Sunga in Kima Džong-ila. 

## Marksistični politični teoretiki in revolucionarji o religiji

### Karl Marx in Friedrich Engels o religiji
Verski pogledi Karla Marxa in Friedricha Engelsa so bili predmet številnih interpretacij. Marx je v svojem delu Kritika Heglove filozofije pravice iz leta 1843 znamenito izjavil:
Osnova nereligijozne kritike je: Človek naredi religijo, religija ne naredi človeka. Religija je pravzaprav samozavedanje in samospoštovanje človeka, ki bodisi še ni zmagal do samega sebe bodisi se je že spet izgubil. Toda človek ni nobeno abstraktno bitje, ki čepi zunaj sveta. Človek je svet človeka – država, družba. Ta država in ta družba proizvajata religijo, ki je obrnjena zavest sveta, ker sta obrnjen svet. Religija je splošna teorija tega sveta, njegov enciklopedični kompendij, njegova logika v ljudski obliki, njegov duhovni point d’honneur, njegov entuziazem, njegova moralna sankcija, njegovo slovesno dopolnilo in njegova univerzalna osnova tolažbe in opravičila. To je fantastično spoznanje človeškega bistva, saj človeško bistvo ni pridobilo nobene prave resničnosti. Boj proti religiji je torej posredno boj proti tistemu svetu, katerega duhovna aroma je religija. 
Versko trpljenje je hkrati izraz resničnega trpljenja in protest proti resničnemu trpljenju. Religija je vzdihovanje zatiranega bitja, srce brezsrčnega sveta in duša brezdušnih razmer. To je opij ljudstva.
Odprava vere kot iluzorne sreče ljudi je zahteva po njihovi resnični sreči. Pozvati jih, naj opustijo svoje iluzije o svojem stanju, pomeni, da jih pozovemo, naj se odpovejo stanju, ki zahteva iluzije. Kritika religije je torej v zametku, kritika tiste doline solz, katere avreola je religija. 

Kritika je utrgala namišljene rože na verigi ne zato, da bi človek to verigo brez domišljije in tolažbe še naprej nosil, ampak zato, da bi vrgel verigo in utrgal živo rožo. Kritika vere človeka razočara, tako da bo razmišljal, deloval in oblikoval svojo resničnost kot človek, ki je odvrgel svoje iluzije in si povrnil čute, tako da se bo gibal okoli sebe kot svoje pravo Sonce. Religija je samo iluzorno Sonce, ki se vrti okoli človeka, dokler se ta ne vrti okoli sebe. 
Howard Zinn pravi, da "nam to pomaga razumeti množično privlačnost verskih šarlatanov s televizijskega zaslona, kot tudi delo teologije osvoboditve pri združevanju duševnosti religije z energijo revolucionarnih gibanj v bedno revnih državah." Nekateri nedavni znanstveniki so predlagali, da je "opij ljudstva" sam po sebi dialektična metafora, "protest" in "izraz" trpljenja. Marx ni nasprotoval duhovnemu življenju in je menil, da je to potrebno. V poglavju Plača za delo v knjigi Ekonomskih in filozofskih rokopisih iz leta 1844 je Marx zapisal: »Da bi se ljudje razvili v večji duhovni svobodi, morajo ljudje prekiniti suženjstvo svojim telesnim potrebam – prenehati morajo biti sužnji telesa, predvsem pa morajo imeti na razpolago čas za duhovno ustvarjalno dejavnost in duhovno uživanje.«
Nekateri menijo, da je bila zgodnja krščanska cerkev, kakršna je opisana v Apostolskih delih, zgodnja oblika komunizma in verskega socializma. Pojavilo se je mnenje, da je bil komunizem samo krščanstvo v praksi in Jezus kot prvi komunist. Ta povezava je bila poudarjena v enem od Marxovih zgodnjih spisov, v katerem je pisalo, da je "Kristus posrednik, na katerega človek razbremeni vso svojo božanskost, vse svoje verske vezi, zato je država posrednik, na katerega prenese vso svojo brezbožnost, vso njegovo človeško svobodo«. Poleg tega je Thomas Müntzer med nemško kmečko vojno vodil veliko anabaptistično komunistično gibanje, ki ga je Friedrich Engels analiziral v delu Kmečka vojna v Nemčiji. Marksistični etos, ki stremi k enotnosti, odseva krščanski univerzalistični nauk, da je človeštvo eno in da obstaja samo en bog, ki ne dela diskriminacije med ljudmi. Tristram Hunt pripisuje Engelsu versko prepričanje.

### Vladimir Lenin o religiji
V Odnosu delavske stranke do religije je Vladimir Lenin zapisal:
Religija je opij za ljudstvo: ta Marxov rek je temelj celotne ideologije marksizma o religiji. Vse sodobne religije in cerkve, vse in vse vrste verskih organizacij marksizem vedno obravnava kot organe buržoazne reakcije, ki se uporablja za zaščito izkoriščanja in omamljanja delavskega razreda.
Kljub temu je Lenin dovolil kristjanom in drugim vernikom, da so se pridružili boljševiški stranki. Medtem ko je bil zelo kritičen do religije, je Lenin tudi izrecno poudaril, naj je ne vključi v Naš program ali svoje ideološke cilje, ter trdil:
Toda pod nobenim pogojem ne smemo pozabiti, da religijsko vprašanje zastavljamo abstraktno, idealistično, kot »intelektualno« vprašanje, nepovezano z razrednim bojem, kot to nemalokrat počnejo radikalni demokrati iz vrst buržoazije. Neumno bi bilo misliti, da bi lahko v družbi, ki temelji na neskončnem zatiranju in ogroževanju delavskih množic, verske predsodke razbijali s čisto propagandnimi metodami. Bila bi buržoazna ozkoglednost, če bi pozabili, da je verski jarem, ki bremeni človeštvo, le produkt in odraz gospodarskega jarma znotraj družbe. Nobeno število pamfletov in nobeno pridiganje ne more razsvetliti proletariata, če ga ne razsvetli njegov lastni boj proti temnim silam kapitalizma. Enotnost v tem resnično revolucionarnem boju zatiranega razreda za ustvarjanje raja na zemlji je za nas pomembnejša od enotnosti proletarskega mnenja o raju v nebesih.

### Josif Stalin o religiji
Javne izjave Josifa Stalina o religiji v letih, ko je bil generalni sekretar CPSU, so bile redke. Leta 1927 je Stalin v odgovoru na vprašanje ameriškega sindikalnega delegata potrdil, da mora komunistična partija obvezno voditi protiversko politiko:
Nadaljujemo in bomo še naprej izvajali propagando proti religijskim predsodkom. Naša zakonodaja je državljanom zagotavljala pravico do katere koli vere. To je stvar vesti vsakega posameznika. Prav zato smo izvedli ločitev Cerkve od države. Toda z ločitvijo Cerkve od države in razglasitvijo verske svobode smo hkrati zagotovili pravico vsakega državljana, da se z argumenti, s propagando in agitacijo bori proti kateri koli veri. 
Partija ne more biti nevtralna do vere in vodi protiversko propagando proti vsem in vsem verskim predsodkom, ker se zavzema za znanost, medtem ko so verski predsodki v nasprotju z znanostjo, ker je vsaka vera nekaj nasprotnega znanosti. Primeri, kakršni so se pred kratkim zgodili v Ameriki, ko so bili darvinisti preganjani na sodišču, pri nas ne morejo priti, ker Partija vodi politiko splošne obrambe znanosti. Partija ne more biti nevtralna do verskih predsodkov in bo še naprej izvajala propagando proti tem predsodkom, ker je to eden najboljših načinov za spodkopavanje vpliva reakcionarne duhovščine, ki podpira izkoriščevalske razrede in pridiga pokornost tem razredom. Partija ne more biti nevtralna do nosilcev verskih predsodkov, do reakcionarne duhovščine, ki zastruplja um delovnih množic. Ali smo zatrli reakcionarno duhovščino? Da, smo. Žalostno je, da ta ni popolnoma likvidirana. 

Protiverska propaganda je sredstvo, s katerim je treba doseči popolno likvidacijo reakcionarne duhovščine. Dogajajo se primeri, ko nekateri člani partije zavračajo popoln razvoj protiverske propagande. Če so takšni člani izključeni, je to dobro, ker za take »komuniste« v vrstah naše partije ni prostora.

### Nikolaj Buharin in Jevgenij Preobražneski o religiji
V svoji vplivni knjigi ABC komunizma sta ruska boljševika Nikolaj Buharin in Jevgenij Preobraženski ostro nastopila proti veri in zapisala, da je »komunizem nezdružljiv z versko vero«. Vendar pa je bil poudarjen pomen sekularizma in nenasilja do vernikov:
Toda boj proti zaostalosti množic v tem vprašanju vere je treba voditi s potrpežljivostjo in obzirnostjo, pa tudi z energijo in vztrajnostjo. Lahkoverna množica je izjemno občutljiva na vse, kar prizadene njena čustva. Vsiljevanje ateizma množicam in v povezavi s tem nasilnim poseganjem v verske običaje in norčevanje iz predmetov ljudskega spoštovanja ne bi pomagalo, ampak bi oviralo kampanjo proti veri. Če bi cerkev preganjali, bi pridobila simpatije med množicami, kajti preganjanje bi jih spomnilo na skoraj pozabljene dni, ko je obstajala povezava med vero in obrambo narodne svobode; to bi okrepilo antisemitsko gibanje; in na splošno bi mobilizirali vse ostanke ideologije, ki že začenja izumirati.

### Anatolij Lunačarski o religiji
Gradnja Boga je bila ideja, ki so jo predlagali nekateri vidni zgodnji marksisti iz boljševiške frakcije Ruske socialdemokratske delavske stranke. Navdahnjena z "religijo človeštva" Ludwiga Feuerbacha je imela nekaj precedensa v francoski revoluciji s "kultom razuma". Zamisel je predlagala, da bi namesto odprave religije moral obstajati metareligiozni kontekst, v katerem bi religije obravnavali predvsem v smislu psiholoških in družbenih učinkov rituala, mita in simbolike, da bi to silo izkoristili za pro-komunistične cilje, tako z ustvarjanjem novega rituala in simbolike kot z reinterpretacijo obstoječega rituala in simbolike v socialističnem kontekstu. V nasprotju z Leninovim ateizmom so bogograditelji zavzeli uradno stališče agnosticizma.

## Religija v marksistično-leninističnih državah

### Religija v Sovjetski zvezi
Sovjetska zveza je bila ateistična država, v kateri so komunisti vero zelo zavračali in jo tudi redno preganjali. Sovjetska komunistična partija je preganjala religijo, zapirala in ubijala je duhovnike, menihe, patriarhe in škofe, zapirala in rušila je cerkve ter druge verske objekte, šole in medije pa je preplavila z ateizmom. Po različnih sovjetskih in zahodnih virih pa je kljub obsežnem preganjanju več kot tretjina ljudi v državi še vedno verovala v različne vere (največ vernikov sta imela krščanstvo in islam). Kristjani so pripadali različnim cerkvam: pravoslavni, ki je imela največ privržencev; katoliška; Orientalske pravoslavne (predvsem armenska apostolska cerkev) ter baptistične in druge protestantske veroizpovedi. Večina islamskih vernikov je bila sunitov (z opazno šiitsko manjšino, predvsem v Azerbajdžanu), judovstvo pa je imelo tudi veliko privržencev. Druge religije, ki jih je izpovedovalo relativno majhno število vernikov, so vključevale budizem in šamanizem. Čeprav se je preganjanje religije v državi najbolj dogajalo v času stalinizma, pa je Stalin leta 1941 zaradi druge svetovne vojne nekoliko zmanjšal preganjanje in odprl na tisoče templjev, da bi dobili podporo množic. Vendar pa je kmalu po vojni Stalin znova začel izvajati večje preganjanje. Ateistična propaganda se je v manjšem obsegu vrnila v času vladanja Nikite Hruščova, ko je ta sprejel novo protiversko kampanjo, v naslednjih letih v času vladanja Leonida Brežnjeva pa se je protiverska kampanja izvajala v manj strožjem načinu. 
Vloga vere v vsakdanjem življenju sovjetskih državljanov je bila zelo različna, vendar sta bili dve tretjini sovjetskega prebivalstva neverni. Približno polovica ljudi, vključno s člani vladajoče komunistične partije in visokimi vladnimi uradniki, je zagovarjala ateizem. Za veliko večino sovjetskih državljanov se je religija zdela nepomembna. Pred njenim razpadom konec leta 1991 uradni podatki o veri v Sovjetski zvezi niso bili na voljo. Državni ateizem v Sovjetski zvezi je bil znan kot gosateizem.

### Religija v Ljudski socialistični  republiki Albaniji
Leta 1967 je Enver Hoxha razglasil Albanijo za ateistično državo, s čimer je strogo prepovedal vsakršno religijo v državi. Pod njegovim vodstvom je Albanija postala prva (in do danes edina) formalno razglašena ateistična komunistična država, ki je daleč presegla tisto, kar je poskušala storiti večina drugih komunističnih držav. Država je nacionalizirala cerkveno lastnino, veliko cerkva in drugih verskih objektov pa je porušila ali preuredila v druge namene. Na stotine verskih voditeljev so zaprli in jih usmrtili, svete knjige pa so sežigali. Skupno so v času Hoxhevega vladanja porušili in uničili več kot polovico vseh cerkva v državi. Vse to so počeli tudi za opravičevanje komunistične drže državnega ateizma med letoma 1967 in 1991. Hoxheva brutalna protiverska kampanja je uspela izkoreniti formalno versko čaščenje. Ta politika je v glavnem povzročila velike občutne posledice v sedanji samostojni Albaniji, saj je zaradi tega do danes velik del prebivalstva ostal neveren. 

### Religija v Ljudski republiki Kitajski
Ljudska republika Kitajska je bila ustanovljena leta 1949 in je večji del svoje zgodnje zgodovine, v času maozima, ohranjala zelo sovražen odnos do religije in jo je označevala za simbol fevdalizma in tujega kolonializma. Verski objekti, vključno s templji, mošejami in cerkvami, so bili nasilno preurejeni v neverske zgradbe za posvetno uporabo, veliko pa so jih tudi porušili. Vendar pa se je sovražni odnos Kitajske do religije leta 1976 po smrti Maa Cetunga in koncu kulturne revolucije močno zmanjšal. Ustava Ljudske republike Kitajske iz leta 1978, ki je uveljavila reforme Denga Šjaopinga, je zagotovila "svobodo veroizpovedi" s številnimi omejitvami. Od sredine devetdesetih letih je potekal obsežen program za obnovo budističnih in taoističnih templjev, ki so bili uničeni v kulturni revoluciji. Vendar kitajska komunistična partija še vedno ostaja odločno ateistična in vera je močno omejena, le s posebnimi državnimi cerkvami, mošeje in templji pa so dovoljeni za izvajanje bogoslužja. 

### Religija v Kambodži
Pol Pot, vodja komunističnega režima Rdečih Kmerov, je zatrl kamboško budistično religijo, ko so aretirali in zaprli vse menihe; templji in artefakti, vključno s kipi Bude, so bili porušeni in uničeni; državljane, ki so molili ali izražali druga verska čustva, so največkrat usmrtili. Med najbolj preganjanimi religija sta bili tudi krščanska in muslimanska skupnost. Rimskokatoliško katedralo v Phnom Penhu so komunisti uničili. Rdeči Kmeri so prisilili muslimane, da so jedli svinjino, jed, katere muslimani ne jejo. Veliko tistih, ki so zavrnili svinjino, so usmrtili. Člani krščanske duhovščine in muslimanskih imamov je bilo prav tako usmrčeni. 
Po strmoglavljenju režima Rdečih Kmerov je bila ustanovljena socialistična država, ki je bolj odražala vrednote Vietnama in zaveznikov Sovjetske zveze. Zatiranje verskih skupin je bilo skoraj popolnoma končano in odnosi med verskimi skupnostmi in Ljudsko republiko Kampučijo so bili veliko boljši skozi ves čas njenega obstoja do obnove monarhije desetletje kasneje.  

### Religija v Laosu
V nasprotju z brutalnim zatiranjem religije, ki se je izvajala v Kambodži, komunistična vlada Laosa ni poskušala v veliki meri nasprotovati ali zatreti budizma v Laosu, temveč so komunistični uradniki od zgodnjih dni vladanja poskušali uporabiti vpliv in spoštovanje, namenjeno budistični duhovščini za doseganje političnih ciljev, medtem ko so niso odvračanja od verskih praks, ki veljajo za škodljive marksističnim ciljem.
Že v poznih petdesetih letih 20. stoletja so člani komunističnih skupin poskušali spodbuditi podporo komunizmu tako, da so člane Laoške sanghe povezovali s komunistično opozicijo. Čeprav se jim je kraljeva laoška vlada upirala, so bila ta prizadevanja dokaj uspešna in so privedla do povečane podpore, zlasti v podeželskih skupnostih.

### Religija v Socialistični republiki Romuniji
V obdobju komunizma je romunska vlada močno nadzorovala pravoslavno cerkev in pozorno spremljala versko dejavnost ter spodbujala ateizem med prebivalstvom. Duhovniki disidentov so bili aretirani, deportirani ali zaprti, vendar je pravoslavna cerkev kot celota pristala na zahteve vlade in od nje prejela podporo. Za razliko od drugih držav vzhodnega bloka, kjer se je bila duhovščina prisiljena zanašati na donacije ali plače za preživljanje, je pravoslavna duhovščina v Romuniji prejela plačo, ki je enaka povprečni plači prebivalstva, in prejela znatne državne subvencije za obnovo cerkva, uničenih v vojni. Od leta 1960 je država uporabljala verske uradnike pravoslavne cerkve kot veleposlanike na Zahodu, ki so sodelovali v dialogu z verskimi organizacijami v Združenem kraljestvu. Ta razmeroma naklonjen odnos do cerkve se je nadaljeval do smrti romunskega patriarha Justinijana leta 1977, ko je romunski diktator Nicolae Ceaușescu izvedel novo proticerkveno kampanjo in pripravil številne projekte, ki so vključevali rušenje in uničenje cerkva ter drugih verskih objektov.

### Religija na Kubi
Kuba je bila do leta 1992 ateistična država in je v skladu s tem preganjala religijo. Toda, ko je gospodarska kriza naraščala, se je vedno več ljudi zateklo k religiji, in leta 1992 je Fidel Castro kot odziv na to dovolil več pravice do verskega izražanja. Posledično ima danes religija na Kubi večjo avtonomijo. 

### Religija v Severni Koreji
Čeprav Severna Koreja od leta 1970 ima svojo ideologijo Džuče, ki je nadomestila marksizem-leninizem, je komunistična država, ki na svetu najbolj preganjanja religijo. V času vladanja Kima Il-sunga so bili vsi katoliški duhovniki usmrčeni, verniki, ki pa se niso hoteli odreči svoji veri, so bili zaprti in prav tako usmrčeni. Komunisti so zaprli in zapustili tudi vse cerkve in druge verske objekte v državi, od katerih so jih nekaj tudi porušili. Leta 1988 pa so s tujimi donacijami v Pjongjangu zgradili štiri cerkvene objekte, ki so odprti in namenjeni samo za tuje obiskovalce, severnokorejcem pa se je strogo prepovedano udeleževati verskih obeleževanj. Branje biblije je v državi strogo prepovedano in pojavilo se je že več incidentov, v katerih so bili kristjani zaprti in usmrčeni zaradi branja svetega pisma. Prebežniki, ki so pobegnili iz države, trdijo, da zaradi obsežnega preganjanja in zatiranja večina Severnokoorejcev ne ve, da cerkev sploh obstaja.

## Komunizem in abrahamske religije

### Komunizem in krščanstvo
Karl Marx in Friedrich Engels sta v Komunističnem manifestu leta 1848 zapisala: »Nič ni lažjega kot dati krščanskemu asketizmu socialistični pridih. Ali se ni krščanstvo razglasilo proti zasebni lastnini, proti zakonu, proti državi? Ali ni namesto tega pridigalo ljubezni in revščine, celibata in usmrtitve mesa, meniškega življenja in matere Cerkve? Krščanski socializem je le sveta voda, s katero duhovnik posveti žganje srca aristokrata." Iz knjige Socializem: utopičen in znanstveni je Engels povzel določeno analogijo med vrsto utopičnega komunalizma nekaterih zgodnjih krščanskih skupnosti in sodobnim komunističnim gibanjem, znanstvenim komunističnim gibanjem, ki predstavlja proletariat v tej dobi in njegovo svetovno zgodovinsko preobrazbo družbe. Engels je opazil tako določene podobnosti kot določena nasprotja.  
Krščanski komunizem lahko razumemo kot radikalno obliko krščanskega socializma. Je teološka in politična teorija, ki temelji na stališču, da nauki Jezusa Kristusa silijo kristjane, da podpirajo komunizem kot idealni družbeni sistem. Čeprav ni splošnega soglasja o točnem datumu ustanovitve krščanskega komunizma, mnogi krščanski komunisti trdijo, da dokazi iz Svetega pisma kažejo, da so prvi kristjani, vključno z apostoli, ustvarili svojo majhno komunistično družbo v letih po Jezusovi smrti in vstajenju. Zagovorniki krščanskega komunizma trdijo, da ga je učil Jezus in izvajali sami apostoli.
Sodobni komunizem, vključno s sodobnim krščanskim komunizmom, veliko dolguje marksistični misli – zlasti marksistični ekonomiji. Čeprav se vsi komunisti ne strinjajo v celoti z marksizmom, komunisti delijo marksistično kritiko kapitalizma. Marksizem vključuje zapleteno vrsto pogledov, ki pokrivajo več različnih področij človeškega znanja in zlahka ločijo med marksistično filozofijo, marksistično sociologijo in marksistično ekonomijo. Marksistična sociologija in marksistična ekonomija nimata nobene povezave z verskimi vprašanji in o takih stvareh ne trdita. Po drugi strani pa je marksistična filozofija znana kot ateistična, čeprav so nekateri marksistični učenjaki, tako krščanski kot nekrščanski, vztrajali, da se marksistična filozofija ter Marxova in Engelsova filozofija bistveno razlikujeta druga od druge in da je to razliko treba priznati. Zlasti Mehičan Jose Porfirio Miranda (1924-2001) je ugotovil, da sta Marx in Engels dosledno nasprotovala determinističnemu materializmu ter bila na splošno naklonjena krščanstvu in besedilu Svetega pisma, čeprav nista verjela v nadnaravno božanstvo.

#### Teologija osvoboditve
V 1950-ih in 1960-ih je bila teologija osvoboditve politična praksa latinskoameriških teologov, kot so Gustavo Gutiérrez (1928-2024) iz Peruja, Leonardo Boff iz Brazilije, Juan Luis Segundo (1925-1996) iz Urugvaja in Jon Sobrino (*1938) iz Španije, zaradi katerih je postala priljubljena fraza "preferenčna možnost" za revne«. Medtem ko je bila teologija osvoboditve najbolj vplivna v Latinski Ameriki, se je razvila tudi v drugih delih sveta, kot je črnska teologija v Združenih državah Amerike in Južni Afriki, palestinska teologija osvoboditve, dalitska teologija v Indiji in teologija Minjung v Južni Koreji. Teologija osvoboditve, ki je sestavljena iz sinteze krščanske teologije in marksističnih družbenoekonomskih analiz, poudarja družbeno skrb za revne in se zavzema za osvoboditev zatiranih narodov. Poleg tega, da je bila teološka zadeva, je bila teologija osvoboditve pogosto vezana na konkretno politično prakso.

### Komunizem in islam
Od štiridesetih do šestdesetih let 20. stoletja so komunisti, socialisti in islamisti včasih združili moči v nasprotovanju kolonializmu in prizadevanju za nacionalno neodvisnost. Komunistična iranska stranka Tudeh je bila povezana z islamisti v njihovem končno uspešnem uporu proti šahu Pahlaviju leta 1979, čeprav so se po strmoglavljenju šaha islamisti obrnili proti svojim nekdanjim zaveznikom. Ljudski mudžahidi Irana, politična stranka v izgnanstvu, ki nasprotuje Islamski republiki, je nekoč zagovarjala komunistične ideale, a jih je od takrat opustila.

### Komunizem in judovstvo
Med rusko državljansko vojno so Judje veljali za komunistične zaveznike in  jih je zato Bela garda v velikem številu pobila. V obdobju Rdečega straha v Združenih državah Amerike v petdesetih letih 20. stoletja je predstavnik Ameriškega judovskega komiteja močnemu odboru predstavniškega doma za neameriške dejavnosti zagotovil, da sta "judovstvo in komunizem popolnoma nezdružljiva". Po drugi strani pa so nekateri ortodoksni Judje, vključno s številnimi uglednimi verskimi osebnostmi, aktivno podpirali anarhistične ali marksistične različice komunizma. Primeri vključujejo rabina Yehuda Ashlaga (1885-1954), odkritega libertarnega komunista, ruskega revolucionarnega in teritorialističnega voditelja Isaaca Steinberga (1888-1957) in rabina Abrahama Bika, ameriškega komunističnega aktivista.

### Komunizem in bahajstvo
Analiza razkriva, da je religija bahajstvo kot doktrinarni manifest in kot današnja nastajajoča organizirana skupnost zelo kooperativna po naravi z elementi, ki ustrezajo različnim elementom marksistične misli, anarhistične misli in novejših osvobodilnih miselnih inovacij. Takšni elementi vključujejo na primer brez duhovščine in teme, ki se nanašajo na vzajemnost, libertarni socializem in demokratični konfederalizem. Med miselnimi šolami je veliko podobnosti in razlik, vendar je ena od najpogostejših stvari, ki si jih delita, časovni okvir, v katerem sta bili ustanovljeni obe ideologiji, kot tudi nekatere družbene in ekonomske perspektive. Knjiga Združenja za bahajstvo študije je bila napisana kot dialog med obema šolama mišljenja.

## Komunizem in budizem
Rečeno je, da je budizem združljiv s komunizmom, glede na to, da se oba lahko razlagata kot ateistična in imata verjetno nekaj podobnosti glede njunih pogledov na svet narave in odnos med materijo in umom. Ne glede na to, so komunisti še vedno preganjali budiste v nekaterih komunističnih državah, zlasti na Kitajskem, v Mongoliji in Kambodži.
Številni podporniki Viet Konga so bili budisti, ki so močno verjeli v združitev Vietnama, pri čemer so mnogi nasprotovali Južnemu Vietnamu zaradi preganjanja budizma s strani nekdanjega predsednika Ngo Dinh Diema v zgodnjih šestdesetih letih prejšnjega stoletja. Trenutni dalai lama Tenzin Gyatso pozitivno govori o marksizmu kljub hudemu preganjanju tibetanskega ljudstva s strani kitajske vlade po smrti Maa Cetungu in koncu kulturne revolucije. Dalajlama je nadalje izjavil, da od vseh sodobnih ekonomskih teorij ekonomski sistem marksizma temelji na moralnih načelih, medtem ko se kapitalizem ukvarja le z dobičkom in donosnostjo. Neuspeh režima v nekdanji Sovjetski zvezi za Dalajlama ni bil neuspeh marksizma, temveč neuspeh totalitarizma. Zaradi tega še vedno meni, da je polovični marksist, polovični budist.
V Indiji je B. R. Ambedkar v svojem eseju Buda ali Karl Marx zapisal: "Rusi so ponosni na svoj komunizem. Vendar pozabljajo, da je čudeže vseh čudes to, da je Buda vzpostavil komunizem, kar zadeva Sangh, brez diktature. Morda je bil to komunizem v zelo majhnem obsegu, toda komunizem brez diktature je bil čudež, ki ga Lenin ni uspel narediti.«

## Kritike religije do komunizma
Zaradi svoje ateistične narave so mnogi komunizem obsodili, ker preganja religijo. Druga kritika kaže, da je komunizem sam po sebi religija - ali vsaj "karikatura religije".

### "Brezbožji komunizem"
Med drugim obdobjem rdečega strahu v poznih štiridesetih in petdesetih letih prejšnjega stoletja se je strah pred »brezbožnim komunistom« zakoreninil kot epitet in opozorilo Združenim državam v spreminjajočem se globalnem okolju. Ko je zaznana grožnja »brezbožnega komunista« in materializma za ameriški način življenja rasla, je bila »izbira med amerikanizmom in komunizmom bistvenega pomena, brez prostora za kompromis«.